# Pentila nigeriana
Pentila nigeriana är en fjärilsart som beskrevs av Henry Stempffer och Bennett 1961. Pentila nigeriana ingår i släktet Pentila och familjen juvelvingar. Inga underarter finns listade i Catalogue of Life.